# Скипетр

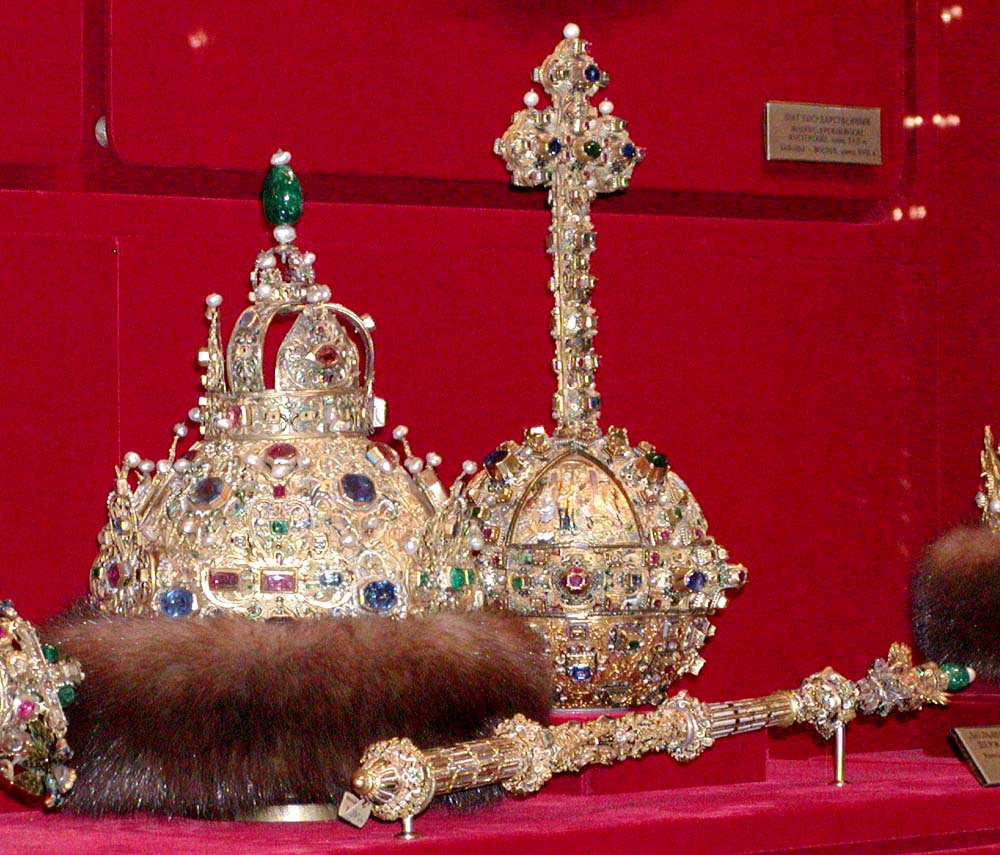
Царские регалии: шапка, скипетр и держава большого наряда Михаила Фёдоровича

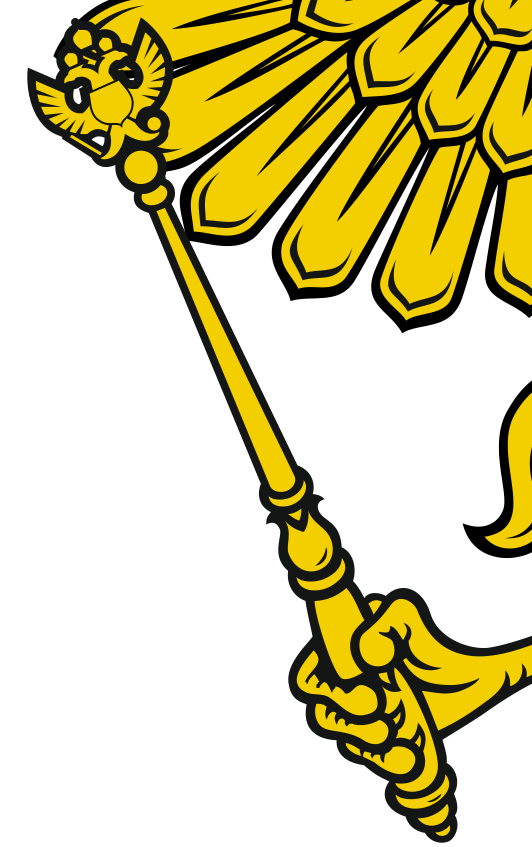
Фрагмент герба России

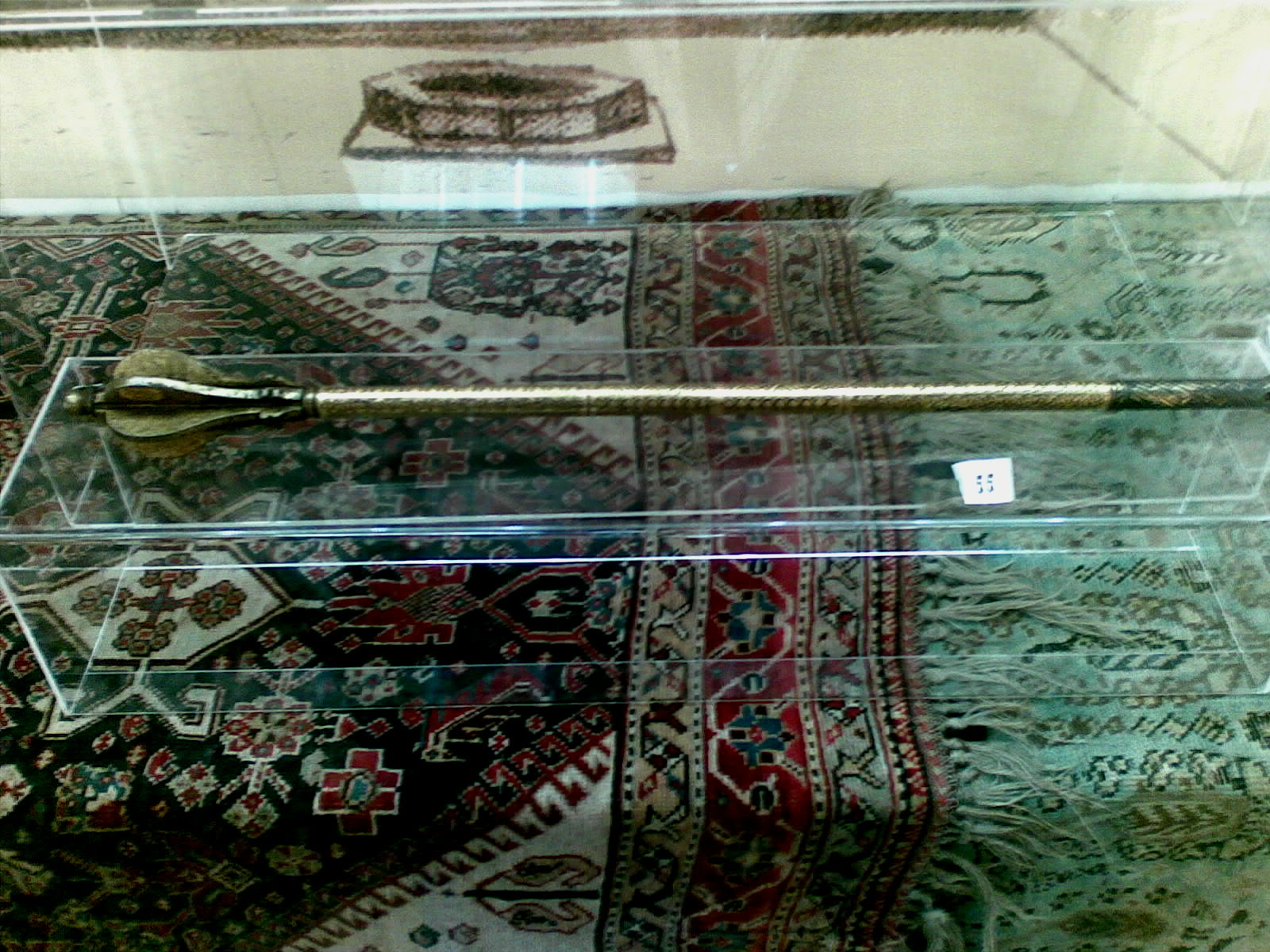
Скипетр бакинских ханов

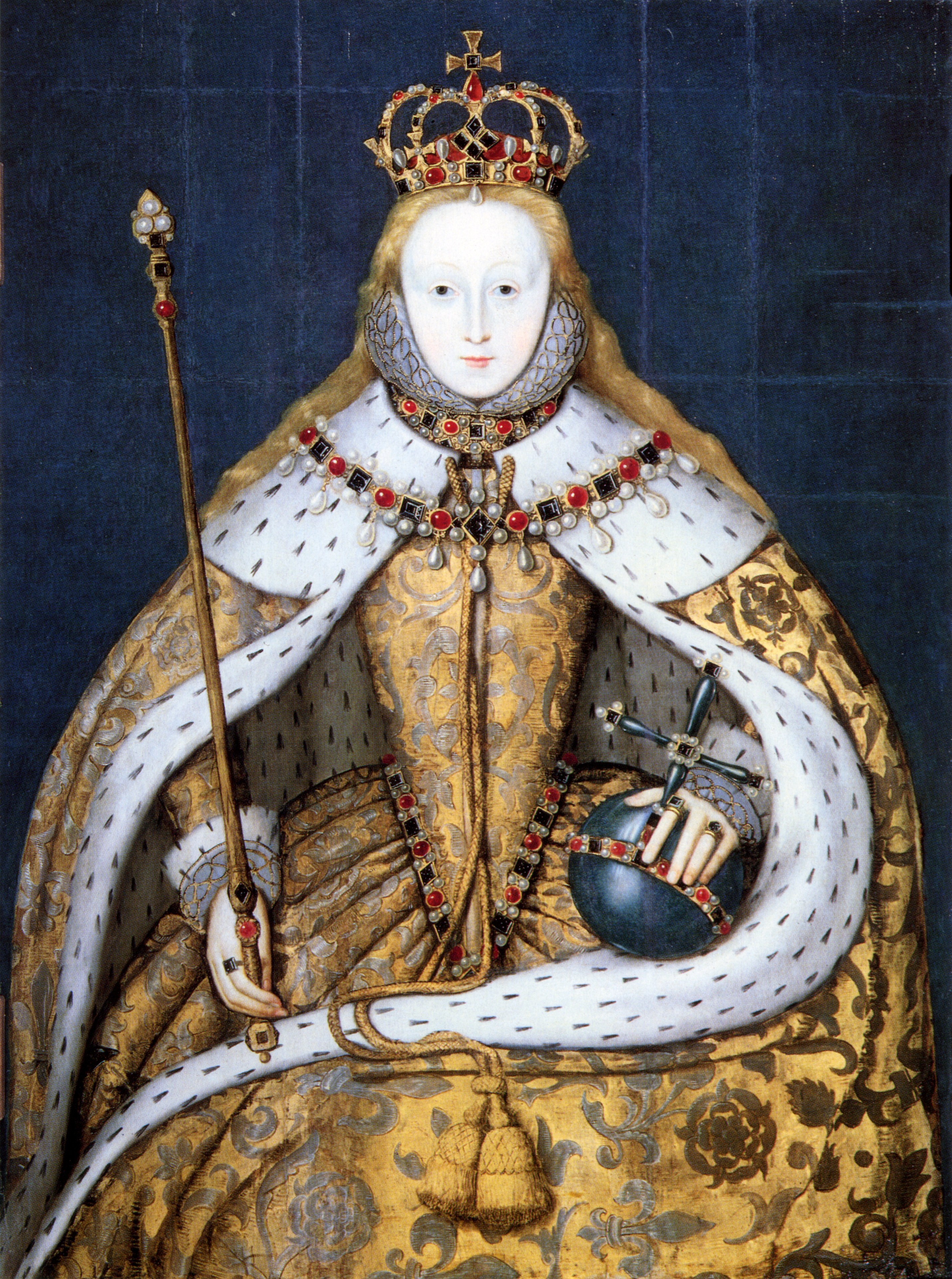
Коронационный портрет обязательно включал изображение монарха в регалиях — короне, со скипетром и державой и мантией (изображена Елизавета I Тюдор)

Ски́петр (др.-греч. σκῆπτρον «палка, посох, жезл», от др.-греч. σκήπτω — «опираюсь») — древнейший символ власти, употреблялся ещё фараонами. Первообраз скипетра — пастушеский посох, заимствованный затем церковью архиереям как знак пастырской власти; европейские государи заменили его укороченными жезлами — скипетрами.

## История
Скипетр существовал уже у греков. Римские цари переняли скипетр от этрусков; впоследствии его употребляли в Риме полководцы во время триумфа и императоры; верхний конец его украшен был орлом. Римляне нередко посылали скипетр союзным иностранным государям в знак дружбы. Усвоенный в христианской церкви, посох стал употребляться и европейскими государями, которые заменили его укороченными жезлами-скипетрами. В средние века наклонение скипетра служило знаком королевской милости, целование скипетра — знаком подданства. У французских королей скипетр был заменён так называемым main-de-justice — высоким, гладким позлащённым жезлом со сделанной из слоновой кости поднятой вверх рукой. Такой посох держал и Наполеон I, когда короновался императором французов в Париже и королём Италии в Милане.

## В Русском царстве и Российской империи
В состав атрибутов русской царской власти скипетр вошёл в 1584 году при венчании на царство Фёдора I, но, по-видимому, он был в употреблении и раньше; по рассказу англичанина Горсея, скипетр, служивший при венчании царя Феодора Иоанновича, куплен был ещё Иваном IV. Один из синонимов слова царь стало слово скипетродержатель.
При избрании царём Михаила Фёдоровича ему был поднесён, как главный знак верховной власти, царский посох. При венчании на царство и в других торжественных случаях московские цари держали скипетр в правой руке; при больших выходах скипетр несли перед царём особые стряпчие.
Императорский скипетр, употреблявшийся российскими императорами, был изготовлен к коронации Екатерины II, в виде золотого жезла, осыпанного алмазами и драгоценными камнями; в вершине его знаменитый бриллиант «Орлов».
Скипетры московских царей хранятся в Оружейной палате (по Солнцеву):
- Скипетр Большого наряда (Михаила Фёдоровича). «Есть основания предположить, что скипетр и держава входили в состав даров, привезенных в 1604 году царю Борису Годунову Великим посольством Рудольфа II, императора Священной Римской империи»[2]. Держава и скипетр, уцелевшие в Смутное время, были, очевидно, использованы в 1613 году в обряде венчания на царство Михаила Федоровича[3].
- Скипетр Второго наряда (греческого дела) (Алексея Михайловича). Привезен из Стамбула в 1662 году, входит в комплект с державой «греческой» работы
- Скипетр царя Петра Алексеевича — Последняя четверть XVII века[4].

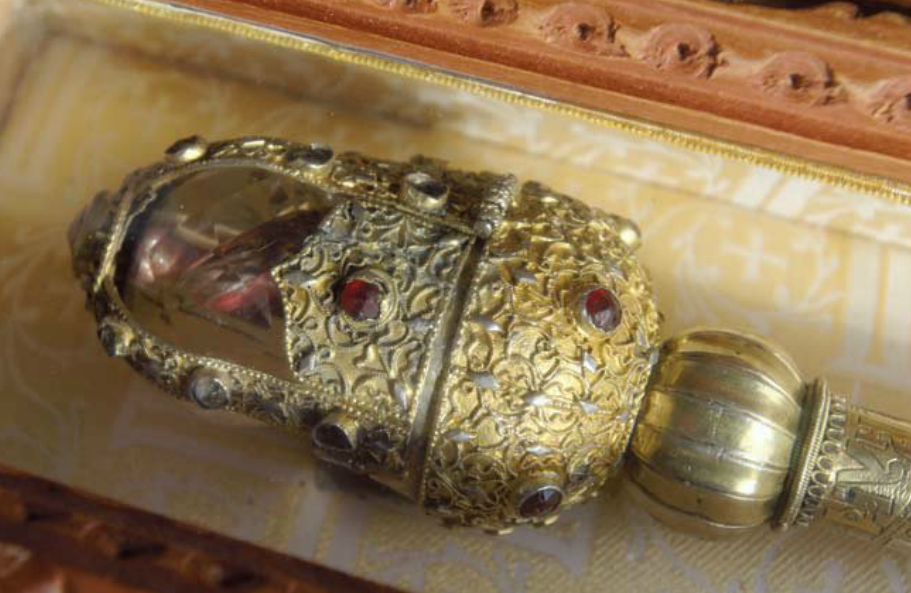
Скипетр Святого Саввы из Плевского монастыря
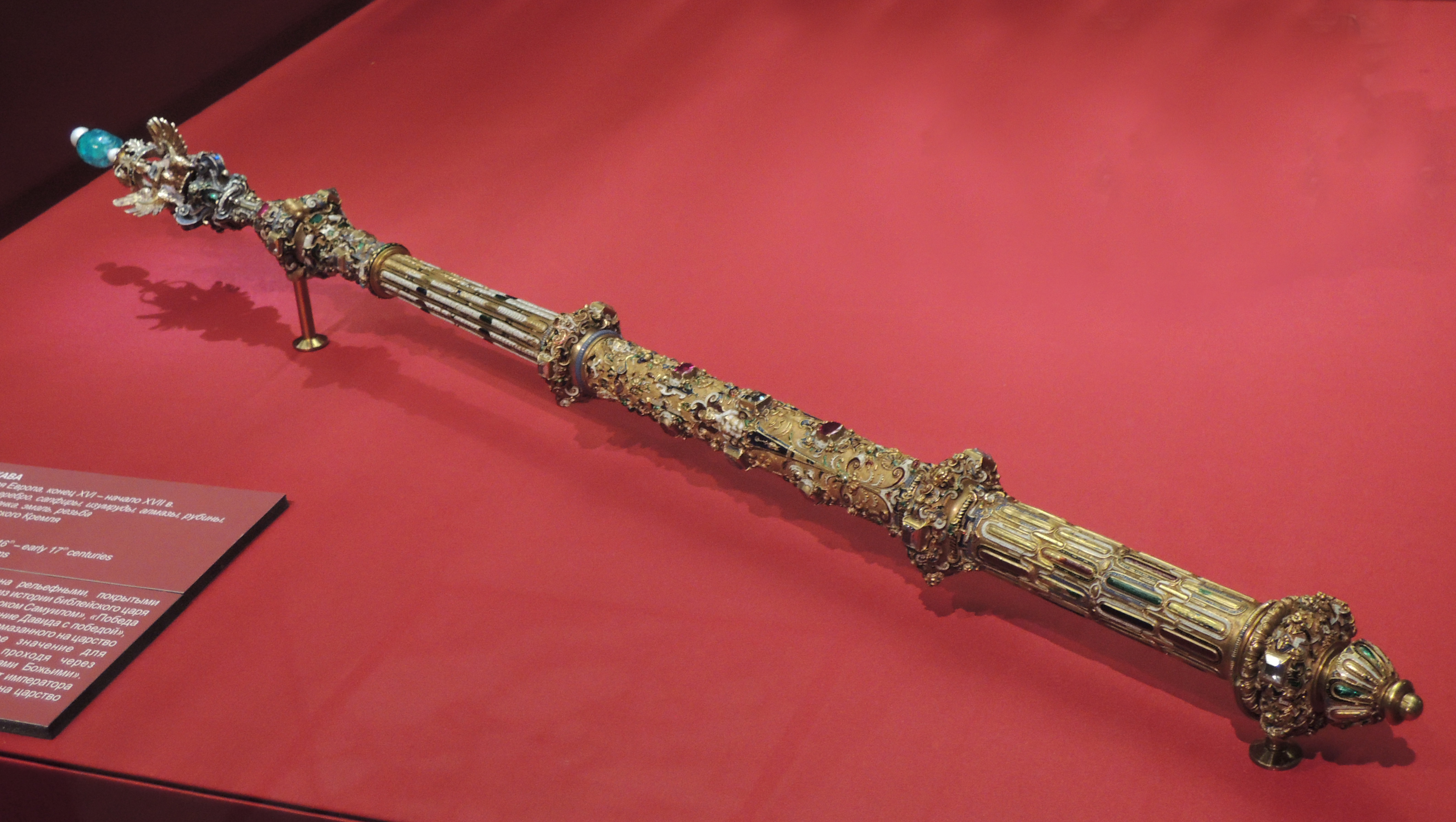
Скипетр Большого наряда
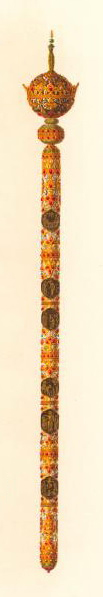
Скипетр Второго наряда
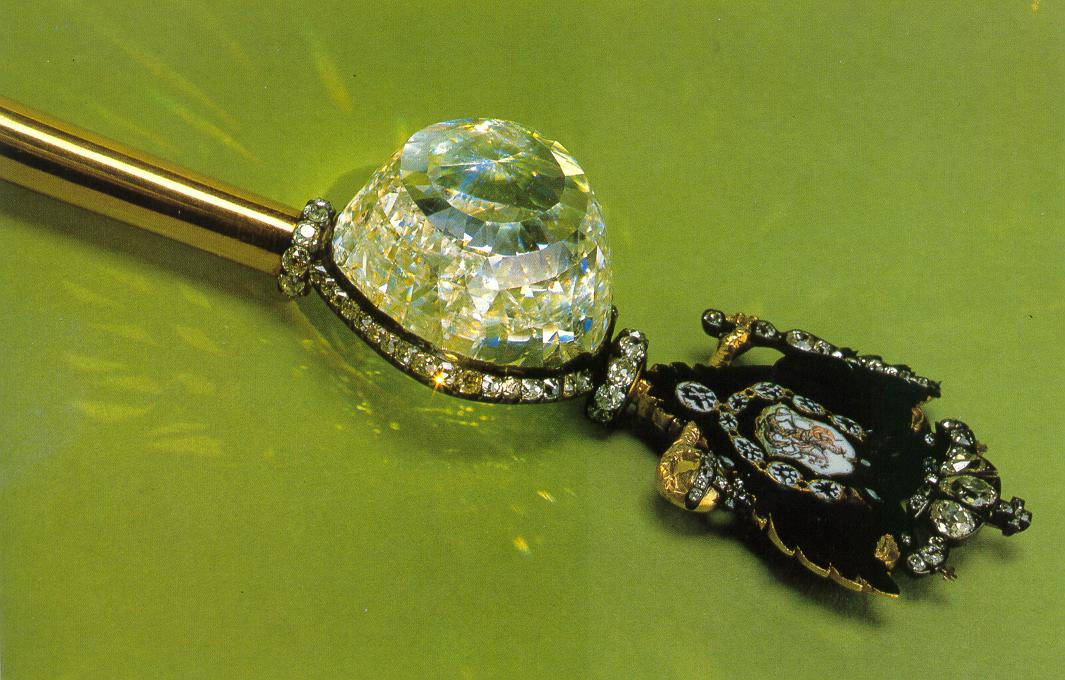
Императорский скипетр
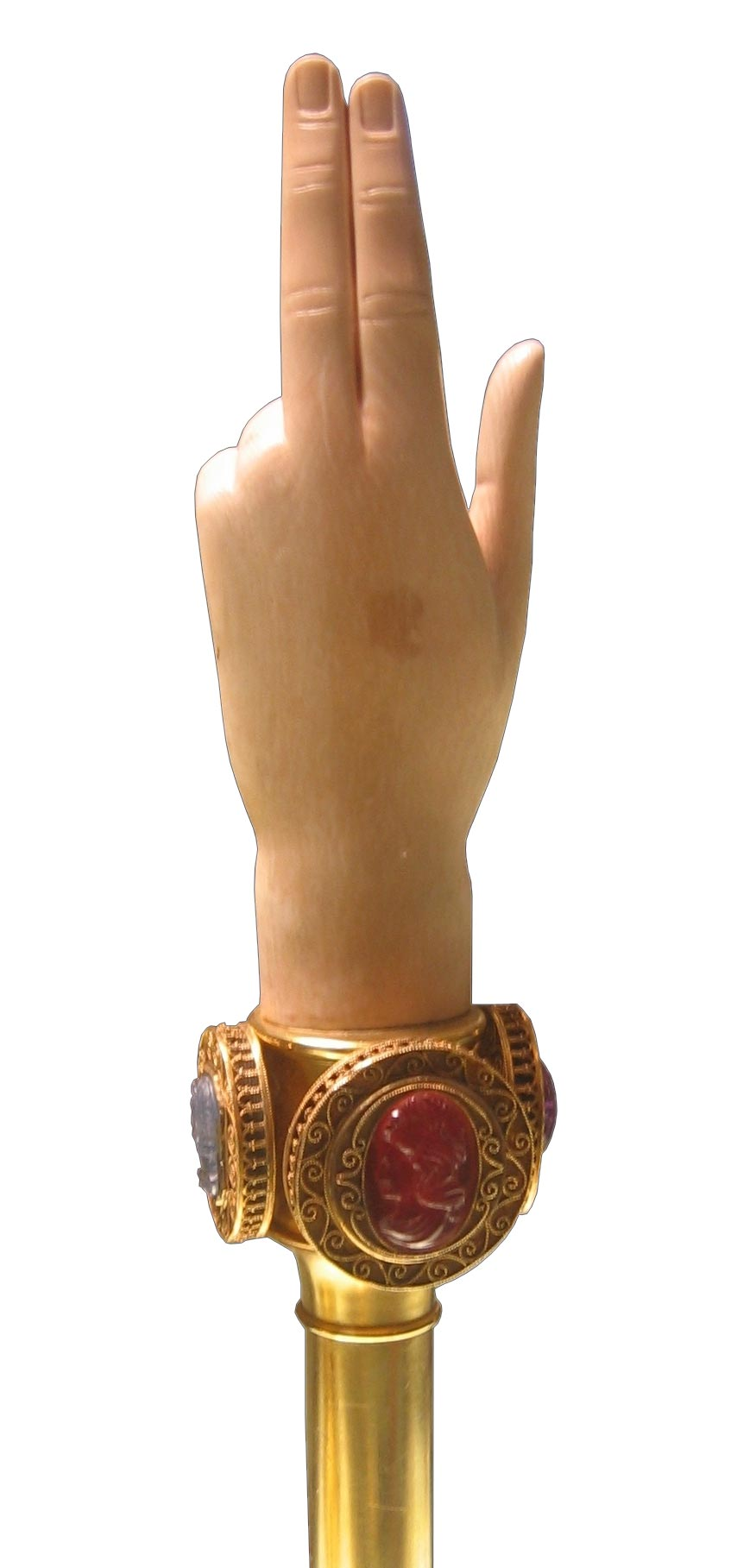
Французская «Рука правосудия»